# 1. Fußball- und Sportverein Mainz 05 2012-2013
Questa voce raccoglie le informazioni riguardanti il  1. Fußball- und Sportverein Mainz 05  nelle competizioni ufficiali della stagione 2012-2013.

## Stagione
Nella stagione 2012-2013 il Magonza, allenato da Thomas Tuchel, concluse il campionato di Bundesliga al 13º posto. In coppa di Germania il Magonza fu eliminato ai quarti di finale dal Friburgo.

## Rosa
| N. |                               | Ruolo | Calciatore            |
| -- | ----------------------------- | ----- | --------------------- |
| 21 | Germania (bandiera)           | P     | Loris Karius          |
| 1  | Germania (bandiera)           | P     | Christian Mathenia    |
| 33 | Germania (bandiera)           | P     | Heinz Müller          |
| 29 | Germania (bandiera)           | P     | Christian Wetklo      |
| 16 | Germania (bandiera)           | D     | Stefan Bell           |
| 26 | Germania (bandiera)           | D     | Niko Bungert          |
| 20 | Costa Rica (bandiera)         | D     | Júnior Díaz           |
| 15 | Germania (bandiera)           | D     | Jan Kirchhoff         |
| 4  | Macedonia del Nord (bandiera) | D     | Nikolče Noveski       |
| 3  | Rep. Ceca (bandiera)          | D     | Zdeněk Pospěch        |
| 5  | Germania (bandiera)           | D     | Benedikt Saller       |
| 24 | Germania (bandiera)           | D     | Tobias Schilk         |
| 2  | Danimarca (bandiera)          | D     | Bo Svensson           |
| 8  | Slovacchia (bandiera)         | D     | Radoslav Zabavník     |
| 14 | Austria (bandiera)            | C     | Julian Baumgartlinger |

| N. |                      | Ruolo | Calciatore               |
| -- | -------------------- | ----- | ------------------------ |
| 6  | Germania (bandiera)  | C     | Marco Caligiuri          |
| 25 | Austria (bandiera)   | C     | Andreas Ivanschitz       |
| 11 | Turchia (bandiera)   | C     | Yunus Malli              |
| 27 | Germania (bandiera)  | C     | Nicolai Müller           |
| 23 | Germania (bandiera)  | C     | Marcel Risse             |
| 19 | Colombia (bandiera)  | C     | Elkin Soto               |
| 7  | Danimarca (bandiera) | C     | Niki Zimling             |
| 10 | Camerun (bandiera)   | A     | Eric Maxim Choupo-Moting |
| 37 | Germania (bandiera)  | A     | Nejmeddin Daghfous       |
| 17 | Germania (bandiera)  | A     | Chinedu Ede              |
| 39 | Croazia (bandiera)   | A     | Ivan Klasnić             |
| 31 | Germania (bandiera)  | A     | Shawn Parker             |
| 13 | Australia (bandiera) | A     | Nikita Rukavytsya        |
| 35 | Croazia (bandiera)   | A     | Petar Slišković          |
| 28 | Ungheria (bandiera)  | A     | Ádám Szalai              |

## Organigramma societario
Area tecnica
- Allenatore: Thomas Tuchel
- Allenatore in seconda: Arno Michels, Benjamin Weber
- Preparatore dei portieri: Stephan Kuhnert
- Preparatori atletici: Axel Busenkell, Rainer Schrey, Christopher Rohrbeck

## Risultati

### Bundesliga

#### Girone di andata
| Arbitro: | Aytekin |

|           |           |                       |
| Kruse 49’ | Marcatori | 65’ (rig.) Ivanschitz |

| Arbitro: | Stieler |

|  |           |           |
|  | Marcatori | 67’ Klaus |

| Arbitro: | Schmidt |

|                                           |           |                   |
| Mandžukić 2’ Schweinsteiger 13’ Kroos 90’ | Marcatori | 59’ (rig.) Szalai |

| Arbitro: | Weiner |

|                           |           |  |
| Ivanschitz 10’ Szalai 25’ | Marcatori |  |

| Arbitro: | Hartmann |

|                                        |           |  |
| Farfán 21’ (rig.) Holtby 81’ Pukki 89’ | Marcatori |  |

| Arbitro: | Fritz |

|  |           |                     |
|  | Marcatori | 27’ Díaz 37’ Szalai |

| Arbitro: | Aytekin |

|             |           |  |
| Noveski 85’ | Marcatori |  |

| Arbitro: | Sippel |

|                         |           |                      |
| Kießling 43’ Castro 87’ | Marcatori | 58’ Szalai 76’ Risse |

| Arbitro: | Winkmann |

|                      |           |  |
| Szalai 21’, 46’, 64’ | Marcatori |  |

| Arbitro: | Gräfe |

|               |           |            |
| Hunt 10’, 85’ | Marcatori | 64’ Szalai |

| Arbitro: | Kinhöfer |

|                           |           |             |
| Müller 12’ Ivanschitz 21’ | Marcatori | 40’ Nilsson |

| Arbitro: | Siebert |

|         |           |  |
| Son 63’ | Marcatori |  |

| Arbitro: | Kircher |

|              |           |                      |
| Caligiuri 4’ | Marcatori | 11’, 43’ Lewandowski |

| Arbitro: | Stark |

|                   |           |                                       |
| Szalai 55’ (aut.) | Marcatori | 18’ Ivanschitz 42’ Parker 52’ Noveski |

| Arbitro: | Perl |

|                       |           |            |
| Müller 10’ Szalai 89’ | Marcatori | 28’ Schulz |

| Arbitro: | Kinhöfer |

|                      |           |  |
| Hanke 58’ Arango 63’ | Marcatori |  |

| Arbitro: | Brych |

|                          |           |                   |
| Müller 55’, 71’ Soto 90’ | Marcatori | 48’ (aut.) Müller |

#### Girone di ritorno
| Magonza 19 gennaio 2013, ore 15:30 CET 18ª giornata | Magonza | 0 – 0 referto | Friburgo | Coface Arena (27 519 spett.)\| Arbitro: \| Zwayer \| |
| Arbitro:                                            | Zwayer  |               |          |                                                      |

| Arbitro: | Fritz |

|  |           |                           |
|  | Marcatori | 53’, 84’ Szalai 65’ Malli |

| Arbitro: | Weiner |

|  |           |                               |
|  | Marcatori | 41’ Müller 50’, 57’ Mandžukić |

| Arbitro: | Stieler |

|             |           |            |
| Mölders 57’ | Marcatori | 44’ Szalai |

| Arbitro: | Stark |

|                            |           |                 |
| Ivanschitz 27’ Pospěch 63’ | Marcatori | 41’, 82’ Bastos |

| Arbitro: | Sippel |

|            |           |           |
| Zimling 5’ | Marcatori | 15’ Naldo |

| Arbitro: | Brych |

|                    |           |             |
| Svensson 6’ (aut.) | Marcatori | 41’ Klasnić |

| Arbitro: | Meyer |

|                       |           |  |
| Ivanschitz 61’ (rig.) | Marcatori |  |

| Sinsheim 16 marzo 2013, ore 15:30 CET 26ª giornata | Hoffenheim | 0 – 0 referto | Magonza | Wirsol Rhein-Neckar-Arena (24 500 spett.)\| Arbitro: \| Hartmann \| |
| Arbitro:                                           | Hartmann   |               |         |                                                                     |

| Arbitro: | Gräfe |

|           |           |          |
| Szalai 1’ | Marcatori | 69’ Hunt |

| Arbitro: | Stieler |

|                  |           |            |
| Nilsson 54’, 69’ | Marcatori | 60’ Müller |

| Arbitro: | Gagelmann |

|            |           |              |
| Parker 86’ | Marcatori | 61’, 81’ Son |

| Arbitro: | Meyer |

|                         |           |  |
| Reus 1’ Lewandowski 87’ | Marcatori |  |

| Magonza 28 aprile 2013, ore 15:30 CEST 31ª giornata | Magonza | 0 – 0 referto | Eintracht Francoforte | Coface Arena (34 000 spett.)\| Arbitro: \| Kircher \| |
| Arbitro:                                            | Kircher |               |                       |                                                       |

| Arbitro: | Stark |

|                       |           |                 |
| Sobiech 36’ Diouf 70’ | Marcatori | 25’, 79’ Müller |

| Arbitro: | Brych |

|                                  |           |                                       |
| Parker 12’ Ivanschitz 90’ (rig.) | Marcatori | 39’ (rig.), 58’, 80’ Hrgota 64’ Hanke |

| Arbitro: | Weiner |

|                            |           |                    |
| Wetklo 21’ (aut.) Boka 32’ | Marcatori | 16’ Ede 41’ Müller |

### Coppa di Germania
| Arbitro: | Steinhaus |

|  |           |                                                     |
|  | Marcatori | 5’, 43’ Szalai 47’ Baumgartlinger 62’ Choupo-Moting |

| Arbitro: | Dankert |

|                          |           |  |
| Ivanschitz 18’ Malli 47’ | Marcatori |  |

| Arbitro: | Fritz |

|               |           |                          |
| Huntelaar 75’ | Marcatori | 30’ Caligiuri 83’ Müller |

| Arbitro: | Aytekin |

|                      |           |                                        |
| Parker 2’ Zimling 4’ | Marcatori | 86’ Santini 90’ (rig.), 109’ Caligiuri |

## Statistiche

### Statistiche di squadra
| Competizione      | Punti | In casa | In casa | In casa | In casa | In casa | In casa | In trasferta | In trasferta | In trasferta | In trasferta | In trasferta | In trasferta | Totale | Totale | Totale | Totale | Totale | Totale | DR |
| Competizione      | Punti | G       | V       | N       | P       | Gf      | Gs      | G            | V            | N            | P            | Gf           | Gs           | G      | V      | N      | P      | Gf     | Gs     | DR |
| ----------------- | ----- | ------- | ------- | ------- | ------- | ------- | ------- | ------------ | ------------ | ------------ | ------------ | ------------ | ------------ | ------ | ------ | ------ | ------ | ------ | ------ | -- |
| Bundesliga        | 42    | 17      | 7       | 5       | 5       | 22      | 19      | 17           | 3            | 7            | 7            | 20           | 25           | 34     | 10     | 12     | 12     | 42     | 44     | -2 |
| Coppa di Germania | -     | 2       | 1       | 0       | 1       | 4       | 3       | 2            | 2            | 0            | 0            | 6            | 1            | 4      | 3      | 0      | 1      | 10     | 4      | +6 |
| Totale            | -     | 19      | 8       | 5       | 6       | 26      | 22      | 19           | 5            | 7            | 7            | 26           | 26           | 38     | 13     | 12     | 13     | 52     | 48     | +4 |

### Andamento in campionato
| Giornata  | 1  | 2  | 3  | 4  | 5  | 6  | 7 | 8 | 9 | 10 | 11 | 12 | 13 | 14 | 15 | 16 | 17 | 18 | 19 | 20 | 21 | 22 | 23 | 24 | 25 | 26 | 27 | 28 | 29 | 30 | 31 | 32 | 33 | 34 |
| --------- | -- | -- | -- | -- | -- | -- | - | - | - | -- | -- | -- | -- | -- | -- | -- | -- | -- | -- | -- | -- | -- | -- | -- | -- | -- | -- | -- | -- | -- | -- | -- | -- | -- |
| Luogo     | T  | C  | T  | C  | T  | T  | C | T | C | T  | C  | T  | C  | T  | C  | T  | C  | C  | T  | C  | T  | C  | C  | T  | C  | T  | C  | T  | C  | T  | C  | T  | C  | T  |
| Risultato | N  | P  | P  | V  | P  | V  | V | N | V | P  | V  | P  | P  | V  | V  | P  | V  | N  | V  | P  | N  | N  | N  | N  | V  | N  | N  | P  | P  | P  | N  | N  | P  | N  |
| Posizione | 10 | 13 | 14 | 12 | 15 | 11 | 9 | 8 | 6 | 8  | 7  | 8  | 9  | 7  | 6  | 11 | 6  | 7  | 5  | 5  | 6  | 7  | 8  | 8  | 7  | 6  | 6  | 8  | 9  | 9  | 10 | 10 | 12 | 13 |

Legenda:

Luogo: C = Casa; T = Trasferta. Risultato: V = Vittoria; N = Pareggio; P = Sconfitta.

### Statistiche dei giocatori
| Giocatore         | Bundesliga | Bundesliga | Bundesliga  | Bundesliga | Coppa di Germania | Coppa di Germania | Coppa di Germania | Coppa di Germania | Totale   | Totale | Totale      | Totale     |
| Giocatore         | Presenze   | Reti       | Ammonizioni | Espulsioni | Presenze          | Reti              | Ammonizioni       | Espulsioni        | Presenze | Reti   | Ammonizioni | Espulsioni |
| ----------------- | ---------- | ---------- | ----------- | ---------- | ----------------- | ----------------- | ----------------- | ----------------- | -------- | ------ | ----------- | ---------- |
| L. Karius         | 1          | 0          | 0           | 0          | -                 | -                 | -                 | -                 | 1        | 0      | 0           | 0          |
| C. Mathenia       | -          | -          | -           | -          | -                 | -                 | -                 | -                 | -        | -      | -           | -          |
| H. Müller         | 3          | 0          | 0           | 0          | 1                 | 0                 | 1                 | 0                 | 4        | 0      | 1           | 0          |
| C. Wetklo         | 31         | 0          | 4           | 1          | 3                 | 0                 | 0                 | 0                 | 34       | 0      | 4           | 1          |
| S. Bell           | 8          | 0          | 2           | 0          | -                 | -                 | -                 | -                 | 8        | 0      | 2           | 0          |
| N. Bungert        | 8          | 0          | 1           | 0          | 1                 | 0                 | 0                 | 0                 | 9        | 0      | 1           | 0          |
| J. Díaz           | 18         | 1          | 3           | 0          | 3                 | 0                 | 0                 | 0                 | 21       | 1      | 3           | 0          |
| J. Kirchhoff      | 18         | 0          | 5           | 0          | 3                 | 0                 | 0                 | 0                 | 21       | 0      | 5           | 0          |
| N. Noveski        | 32         | 2          | 5           | 0          | 4                 | 0                 | 0                 | 0                 | 36       | 2      | 5           | 0          |
| Z. Pospěch        | 33         | 1          | 2           | 0          | 3                 | 0                 | 1                 | 1                 | 36       | 1      | 3           | 1          |
| B. Saller         | 1          | 0          | 0           | 0          | -                 | -                 | -                 | -                 | 1        | 0      | 0           | 0          |
| T. Schilk         | -          | -          | -           | -          | -                 | -                 | -                 | -                 | -        | -      | -           | -          |
| B. Svensson       | 25         | 0          | 5           | 0          | 3                 | 0                 | 0                 | 0                 | 28       | 0      | 5           | 0          |
| R. Zabavník       | 17         | 0          | 5           | 0          | 2                 | 0                 | 0                 | 0                 | 19       | 0      | 5           | 0          |
| J. Baumgartlinger | 32         | 0          | 7           | 1          | 4                 | 1                 | 1                 | 0                 | 36       | 1      | 8           | 1          |
| M. Caligiuri      | 22         | 1          | 1           | 0          | 4                 | 1                 | 1                 | 0                 | 26       | 2      | 2           | 0          |
| A. Ivanschitz     | 31         | 7          | 2           | 0          | 3                 | 1                 | 0                 | 0                 | 34       | 8      | 2           | 0          |
| Y. Malli          | 14         | 1          | 1           | 0          | 1                 | 1                 | 0                 | 0                 | 15       | 2      | 1           | 0          |
| N. Müller         | 32         | 8          | 7           | 0          | 4                 | 1                 | 0                 | 0                 | 36       | 9      | 7           | 0          |
| M. Risse          | 21         | 1          | 1           | 0          | 2                 | 0                 | 1                 | 0                 | 23       | 1      | 2           | 0          |
| E. Soto           | 28         | 1          | 3           | 0          | 3                 | 0                 | 0                 | 0                 | 31       | 1      | 3           | 0          |
| N. Zimling        | 13         | 1          | 5           | 0          | 1                 | 1                 | 0                 | 0                 | 14       | 2      | 5           | 0          |
| E. Choupo-Moting  | 8          | 0          | 0           | 0          | 1                 | 1                 | 0                 | 0                 | 9        | 1      | 0           | 0          |
| N. Daghfous       | 1          | 0          | 0           | 0          | -                 | -                 | -                 | -                 | 1        | 0      | 0           | 0          |
| C. Ede            | 9          | 1          | 0           | 0          | 2                 | 0                 | 0                 | 0                 | 11       | 1      | 0           | 0          |
| I. Klasnić        | 3          | 1          | 0           | 0          | -                 | -                 | -                 | -                 | 3        | 1      | 0           | 0          |
| S. Parker         | 16         | 3          | 1           | 2          | 2                 | 1                 | 0                 | 0                 | 18       | 4      | 1           | 2          |
| N. Rukavytsya     | 8          | 0          | 0           | 0          | -                 | -                 | -                 | -                 | 8        | 0      | 0           | 0          |
| P. Slišković      | 1          | 0          | 0           | 0          | -                 | -                 | -                 | -                 | 1        | 0      | 0           | 0          |
| Á. Szalai         | 29         | 13         | 6           | 0          | 4                 | 2                 | 0                 | 0                 | 33       | 15     | 6           | 0          |
| E. Polanski       | 12         | 0          | 2           | 0          | 1                 | 0                 | 0                 | 0                 | 13       | 0      | 2           | 0          |
| A. Ujah           | 1          | 0          | 0           | 0          |                   |                   |                   |                   |          |        |             |            |